# Линия „Архангелск – Астрахан“
Линията „Архангелск – Астрахан“, наричана също Линия „А – А“ и Линия „Волга – Архангелск“, е стратегическа граница, която трябва да достигне първоначалното настъпление на Германия в Съветския съюз по време на Втората световна война.
Тази цел е заложена още в първоначалните планове на Операция „Барбароса“, според които тя трябва да бъде достигната със светкавична война преди настъпването на зимата в края на 1941 година. С достигането на тази линия Съветският съюз би бил лишен от основната част от военната си промишленост, от продоволствения и демографския си потенциал, както и от 86% от нефтодобива, което би го направило небоеспособен. Неуспехът на германците да достигнат Линията „Архангелск – Астрахан“ до края на 1941 година изиграва важна роля за поражението им във войната.